# Sunset Gower Studios
Sunset Gower Studios est un studio de tournage dédié aux productions cinématographiques et télévisuelles situé à Hollywood sur Sunset Boulevard à l'intersection avec Gower Street. De nombreuses émissions et séries ont été et sont enregistrées dans ce studio.
Ces studios sont surtout connus comme ceux de Columbia Pictures de 1919 à 1972, avant d'être rachetés en 1977. 
Depuis 2007, la gestion du site est assurée par Hudson Capital conjointement avec les Sunset Bronson Studios situés à 300 m qui sont les anciens studios de Warner Bros..

## Historique
En 1918, Harry Cohn fonde les bases de Columbia Pictures dans un ensemble de locaux de 14 acres (56 656 m2) à l'intersection de Gower Street et Sunset Boulevard.
Au début des années 1970, Columbia s'associe à Warner Bros et tourne ses films aux Warner Bros. Studios.
En 1977, Columbia vend le site pour 6,2 millions de $ à la Pick Vanoff Company qui lui donne son nom actuel Sunset Gower Studios. Le studio devient un lieu de tournage en location pour les producteurs et réalisateurs indépendants. Il est aussi utilisé pour des répétitions musicales. Les plateaux 12 et 14 sont utilisés comme terrain de tennis couverts.
En novembre 2004, GI Partners achète le studio pour 105 millions de $ et fait construire à partir de 2006 un bâtiment de 6 étages vendu à Technicolor pour rentabiliser l'achat.
En août 2007, Hudson Capital achète le terrain et lance une campagne de rénovation tandis que Technicolor s'installe en 2008. Hudson Capital détenant aussi le Sunset Bronson Studios tout proche, les deux sites sont gérés conjointement.

## Productions

### Films
- 1930 : Femmes de luxe (Ladies of Leisure) de Frank Capra
- 1932 : La Ruée (American Madness) de Frank Capra
- 1934 : New York-Miami (It Happened One Night) de Frank Capra
- 1939 : Monsieur Smith au Sénat (Mr. Smith Goes to Washington) de Frank Capra
- 1954 : Ouragan sur le Caine (The Caine Mutiny)
- 1968 : Funny Girl
- 1970 : Le Pays de la violence
- 2006 : Raisons d'État (The Good Shepherd)
- 2006 : The Good German

### Télévision
- Heroes
- Dexter
- Infos FM (NewsRadio)
- The Amanda Show
- À prendre ou à laisser (Deal or No Deal)
- City Guys
- Six Feet Under
- JAG
- Mariés, deux enfants (Married... with Children)
- Soap
- Phénomène Raven (That's So Raven)
- Jinny de mes rêves
- Ma sorcière bien-aimée (Bewitched)
- Les Craquantes (The Golden Girls, quatre première saison)